# نشأ كرب يأمن يهرحب
نشأ كرب يأمن يهرحب بن اليشرح يحضب بن فرع ينهب آل الجرتي (نحو 230م - 280م): ملك سبأ وذي ريدان، وتعود أصوله إلى ذي جرة.تولى حكم سبأ بعد وفاة والده (إل شرح يحضب الثاني) حوالي سنة 265م. ويعد عهد الملك (نشأ كرب يأمن يهرحب)، ووالده من قبله، من أغنى العهود بالنقوش، فلدينا من عهده ما يزيد عن 30 نقشاً، يشير 25 نقشاً منها إلى الرخاء والهدوء والاستقرار في مملكة سبأ، ويلاحظ في النقوش التي سجلها أتباع هذا الملك، الاهتمام بالشؤون المتعلقة بالجانب الزراعي، حيث تذكر الثمار والأمطار ومنشأت الري وبالذات السدود.
ومع إن عهد نشأ كرب اتسم بالسلام، إلا أن هناك خمسة نقوش تشير إلى بعض الغارات الحربية. ومنها نصين قصيرين (Ja 612 وIr 21) تشير إلى حرب شنتها قوات الملك نشأ كرب على مصر حضرموت،ويظهر من إيجاز تلك النصوص وعدم إشارتها إلى العودة بغنائم وأسرى وأموال، تكشف أنها لم تكن الحملة كبيرة، وإلا قادها الملك نفسه، فمن عادة الملوك عندهم ترؤس الحملات الكبيرة، وإدارة الحروب بأنفسهم إذا كانت كبيرة، ولو رئاسة شكلية أو رمزية. وعدم إشارة هذا النص إلى وجود الملك مع رجال الحملة، يشير كما قلت إلى صغر حجمها، وإلى أن الغاية التي أرسلت من أجلها لم تكن ذات خطر، وقد تكون لمجرد تأديب قبائل من حضرموت تحرشت بسبأ أو عصت أمر ملك حضرموت، فأرسل الملك نشأ كرب تلك الحملة لتأديب تلك القبائل الثائرة.
ويحدثنا النص الثالث (Ja 616): عن غارة قام بها جيش الملك نشأ كرب على عشائر دوأت الواقعة غرب صنعاء على سواحل البحر.ومما يتصل بالنص السابق، النصان (Ir 20 Ry 541): والتي تخبرنا عن حملات قام بها جيش الملك نشأ كرب على الأحباش ومن عاونهم من قبيلة رسم وبعض الأسهور وقبيلة السهرة،ويظهر أن الهدف من هذه الحملات يتمثل في تأديب تلك العشائر، وإيقاف تحالفها مع الأحباش.وبالمزامنة مع تطهير نشأ كرب لتهامة اليمن من وجود الحبشة، كان الملك ياسر يهنعم يخوض حرباً مع (Datawnas) وابنه (ZQRNS) ملكي الحبشة وحلفاؤهم من ذو معافر وقبائل أخرى، وبعد معارك لشهور طويلة في مرتفعات اليمن، تمكن ياسر يهنعم من طرد الأحباش من المرتفعات إلى عدن ومنها إلى البحر بعد أن أصاب جيش الأحباش خسائر فادحة، وذلك في سنة 198 بتقويم ردمان الموافق سنة 272 بعد الميلاد (النقش: MAFRAY-al-Miʿsāl 5).
خلال الفترة مابين (275م و280م) استطاع ياسر يهنعم وابنه شمر يهرعش الوصول إلى عرش سبأ، وجاء في النقش (Ir 14): «ياسر يهنعم وابنه شمر يهرعش ملكي سبأ وذي ريدان، قدما للآلهة تماثيل من البروز، وذلك حمداً على ما حققه لهم من أمنيات ورغبات طلباها منه في اليوم الذي انتقلا فيه من القصر ريدان في ظفار إلى سلحين في مأرب».ولا يُعرف على وجه اليقين مصير الملك نشأ كرب يأمن يهرحب بعد سقوط مأرب ودولته على يد ياسر يهنعم.

## تخليد اسمه
يرجع محمد عبد القادر بافقيه أن سبب انتساب نشأ كرب للملكين معاً بلقب (نشأ كرب يأمن يهرحب ملك سبأ وذي ريدان ابن اليشرح يحضب ويأزل بين ملكي سبأ وذي ريدان)، هو خوف الملك نشأ كرب من أن ينسبه الناس بعد حين إلى الملك إل شرح يحضب الأول. فاضطر إلى ذكرعمه "يأزل" مع أبيه "إل شرح يحضب" لتميزه عن سميه الملك القديم، ذلك لأن العادة لم تجر على ذكر الأجداد مع الأباء في النقوش آنذاك.
ويلاحظ أيضاً أن نشأ كرب أتخذ لقب (يأمن) بدلاً عن (يهأمن)، دون هاء التفخيم، وذلك لكي لا يخلط بينه الناس وبين الملك (نشأ كرب يهأمن). ولم يتوقف عند ذلك، بل أضاف لقب يهرحب، ليتميز عن سميه الملك القديم.